# Clinocardium ciliatum
Clinocardium ciliatum är en musselart som först beskrevs av Fabricius 1780.  Clinocardium ciliatum ingår i släktet Clinocardium och familjen hjärtmusslor. Inga underarter finns listade i Catalogue of Life.